# Apate indistincta
Apate indistincta är en skalbaggsart som beskrevs av Murray 1867. Apate indistincta ingår i släktet Apate och familjen kapuschongbaggar. Inga underarter finns listade i Catalogue of Life.